# Kam Chancellor
Pour les articles homonymes, voir Chancellor (homonymie).
(en) Statistiques sur pro-football-reference
Kameron Darnel « Kam » Chancellor, né le 3 avril 1988 à Norfolk, est un joueur américain de football américain.
De 2010 à 2018, ce safety joue pour les Seahawks de Seattle en National Football League (NFL). Il a fait partie de la Legion of Boom et a remporté le Super Bowl XLVIII.
Il joue au football universitaire pour les Hokies de Virginia Tech et est sélectionné par les Seahawks de Seattle au cinquième tour de la draft 2010 de la NFL.
Après la saison 2017, il annonce que sa carrière de joueur est compromise du fait d'une blessure au cou. Il a été placé sur la liste des blessés de l'équipe pour la saison 2018.
Après huit saisons jouées à Seattle et une saison blanche due à sa blessure, il est libéré par les Seahawks le 9 mai 2019 après avoir échoué les tests médicaux de l'équipe.